# Pavel Andreevič Šuvalov
Il conte Pavel Andreevič Šuvalov, (in russo Павел Андреевич Шувалов?) (21 maggio 1776 – San Pietroburgo, 1º dicembre 1823), è stato un ufficiale russo.

## Biografia
Era l'ultimogenito di Andrej Petrovič Šuvalov (1742-1789), e di sua moglie, Ekaterina Petrovna Saltykova (1743-1817), figlia del maresciallo Pëtr Semënovič Saltykov.

## Carriera
Il 12 febbraio 1786 entrò nel reggimento di cavalleria con il grado di cornetta. Il 3 gennaio 1793 fu promosso al grado di sottotenente. Nel 1794 ha combattuto con i polacchi e partecipò alla presa di Praga (1º gennaio 1795). Il 18 agosto 1798 fu promosso al grado di colonnello.
Tra il 1799 e il 1800 partecipò alle campagne italiane e svizzere e fu ferito sul passo del San Gottardo. Il 15 settembre 1801 fu promosso al grado di maggior generale e l'11 giugno 1803 comandò il reggimento dei corazzieri.
Nel 1807 ha combattuto contro i francesi in Prussia. Nell'inverno 1809, durante la campagna contro gli svedesi, comandò un corpo separato, conquistando Tornio, costringendo l'esercito svedese ad un distacco significativo e, successivamente, ad arrendersi. Il 20 marzo 1809 fu promosso al grado di tenente generale. Dal dicembre 1809 al maggio 1811, svolse degli incarichi speciali a Vienna.
Nel 1812 comandò il 4º reggimento di fanteria. Partecipò alla battaglia di Lipsia. Nel 1814 accompagnò Napoleone sull'isola d'Elba.
Successivamente compì alcune missioni diplomatiche.

## Matrimonio

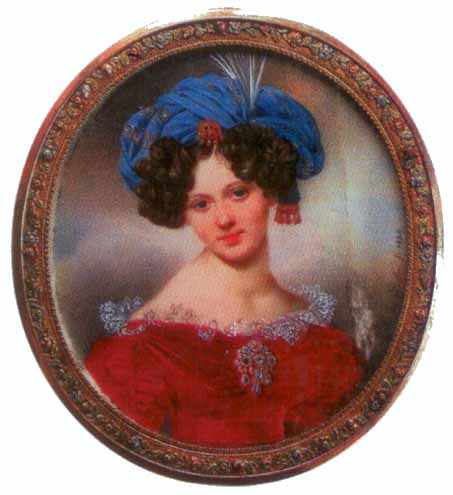
Ritratto di Varvara Petrovna Šachovskaja, di Pietro de Rossi, 1825.

Nel 1815 sposò Varvara Petrovna Šachovskaja (1796-1870). Ebbero due figli:
- Andrej Pavlovič (1816-1876)
- Pëtr Pavlovič (1819-1900), sposò Sof'ja L'vovna Naryškina, figlia di Lev Aleksandrovič Naryškin.

## Morte
Morì il 1º dicembre 1823 e fu sepolto nel cimitero Bol'šeochtinskoe  a San Pietroburgo.